# 贝勒库尔广场

贝勒库尔广场全景

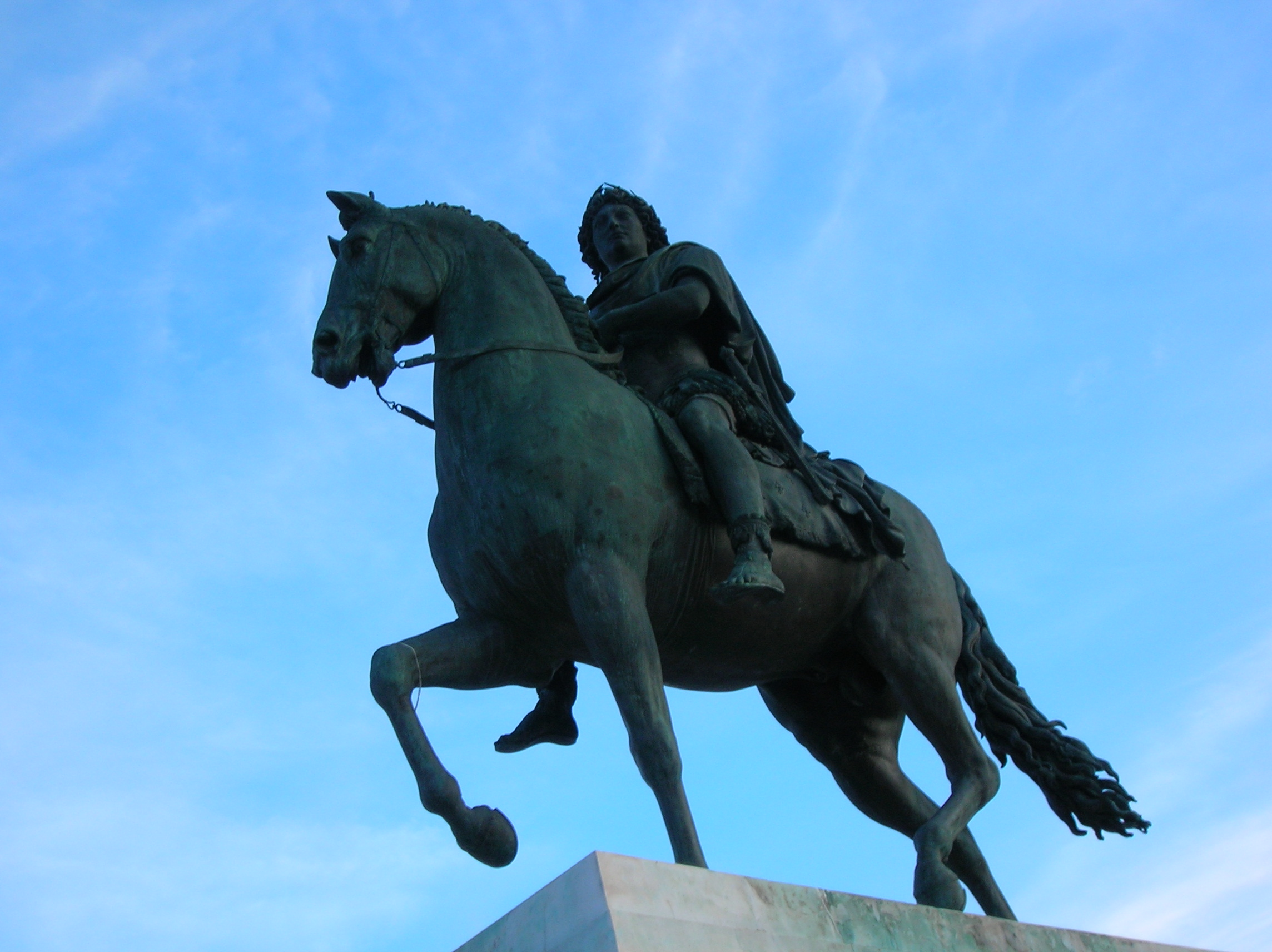
贝勒库尔广场上的路易十四骑马雕像

贝勒库尔广场（法語：Place Bellecour，法語發音：[plas bɛlkuʁ]）是法国城市里昂的一个大型广场。大小为312米乘200米,  是欧洲最大的净地广场，没有任何绿地、树木或障碍物。广场中间是路易十四骑马雕像。
由于该广场位于该市的中心点，拥有该市最大的地铁站。此处设有里昂旅游局、里昂中央邮局，并通达主要商业街共和国大街和雨果大街。